# もうひとつの原宿物語
『もうひとつの原宿物語』（もうひとつのはらじゅくものがたり）は、1990年10月27日に公開された日本映画。原宿・ストリートダンス・ホコテンを軸足として、原宿育ちの女子高生トリオの青春群像を描いている。

## キャスト
- 空木美想：薬師寺容子

複雑な家庭環境で育っている。
- 南沢珠実：藤村正美

パソコン通信が趣味。優に密かな想いを抱いているが･･･
- 中川有里：樹本彩華
- 綾乃（鮎子の喫茶店のマスター）：渡辺梓
- 大和田（芸能プロ社長）：原田大二郎
- 杉崎優（ダンスチーム「BC」リーダー）：SAM

美想・珠実・有里の共通の幼なじみ。両親の離婚後横浜に引っ越したが、ダンスチームのメンバーとして原宿に戻ってきた。
- 空木鮎子（美想の元継母）：多岐川裕美
- 敏雄（美想の父）：夏木陽介
- 伍朗：ハナ肇

優の父。居酒屋を経営
- 珠実の父：マイケル河本
- トマトの中年男：本田博太郎
- ビデオ監督：小坂一也
- カメラマン：小倉一郎
- 伍朗の近所の洋品店の親父：山田吾一
- テレビレポーター：村上允俊
- 若い男：星野雄史
- ダンスチーム「SC」リーダー：小沢和義
- 西岡秀記、宮内知美、岡崎由喜枝

ほか

## スタッフ
- 企画・製作者：宮川和男
- プロデューサー：玉川長太
- 監督・脚本：石田芳子
- 主題歌：薬師寺容子「原宿物語」
- 原作：空木景「もう一つの原宿物語」
- 音楽：カルマミルク・ウエノ、ペッピーナ・イケト
- 撮影：井上明夫
- 美術：丸尾知行
- 録音：清田和治
- 照明：前原信雄
- 編集：谷口登司夫
- 助監督：小笠原直樹、高畑隆史、松下進
- 監督補：白井政一
- 音響効果：柴崎憲治
- ダンス監修：勝本謙次
- ダンス振り付け：SAM、吉田進
- タイトル：デン・フィルム・エフェクト
- スタジオ：大映スタジオ
- MA：アオイスタジオ
- 現像：東京現像所
- 協賛：（株）大誠企画、大真商事㈱
- 製作協力：六本木シネマ
- 企画・製作：ハローマイク